# György Schöpflin
György Schöpflin (n. 24 noiembrie 1939, Budapesta, Regatul Ungariei – d. 19 noiembrie 2021, Budapesta, Ungaria) a fost un om politic maghiar, membru al Parlamentului European în perioada 2004-2009 din partea Ungariei.